# Zaffiro (nome)
Zaffiro  è un nome proprio di persona italiano maschile.

## Varianti
- Maschili: Zafiro[1], Saffiro[3]
- Femminili: Zaffira[1], Zafira[1], Saffira[3]

### Varianti in altre lingue
Nome moderno
- Catalano: Safir[4]
- Ebraico (femminile): סַפִּיר (Sapir)[5]
- Esperanto (femminile): Safira[6]
- Inglese (femminile): Sapphire[7]
- Spagnolo: Zafiro[4]

Nome biblico (femminile)
- Greco biblico: Σαπφειρη (Sappheire)[8]
- Greco moderno: Σαπφείρα (Sapfeira)
- Inglese: Sapphira[8]
- Latino: Saffira[8]

## Origine e diffusione

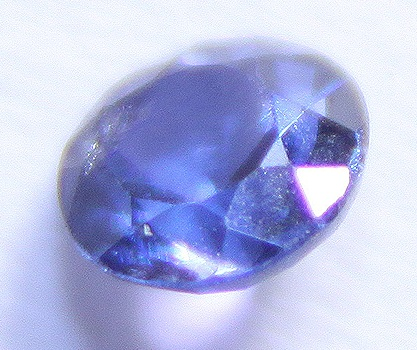
Uno zaffiro yogo intagliato con la forma tipica di un diamante

Si tratta di un nome augurale che richiama lo zaffiro, la nota pietra preziosa di colore generalmente blu, e le sue qualità; è quindi ascrivibile a tutta quella cerchia di nomi che si rifanno alle gemme, quali Diamante, Rubina, Esmeralda, Perla, Ambra e Gemma. Usato a partire dal Medioevo, oggi è attestato sporadicamente nel Nord Italia. Il nome è anche presente nel Nuovo Testamento, dove Anania e Saffira sono due anziani sposi che muoiono dopo aver mentito agli Apostoli riguardo a del denaro (At 5:1-10).
Dal punto di vista etimologico, il termine "zaffiro" deriva dal latino sapphirus, a sua volta dal greco antico σαπφειρος (sappheiros), che indicava una "pietra blu" (forse il lapislazzuli, mentre allo zaffiro si riferiva il termine ‘υακινθος, hyakintos). La parola greca risale a sua volta all'ebraico סַפִּיר (sappir), termine che voleva dire tanto "zaffiro" quanto "bello", ma è probabile che l'origine vera e propria non sia affatto semitica: alcune ipotesi lo riconducono al sanscrito शनिप्रिय (Śanipriya), termine indicante una gemma scura (forse lo stesso zaffiro, o lo smeraldo), composto da शनि (Shani o Śani, uno dei Navagraha nell'astrologia indiana, corrispondente a Saturno) e प्रिय (priyah, "prezioso"), quindi col significato complessivo di "sacro a Saturno".

## Onomastico
Il nome Zaffiro è adespota, ovvero non ha santo patrono. L'onomastico ricade pertanto il 1º novembre, giorno di Ognissanti.

## Persone

### Varianti femminili
- Sapphire, scrittrice e poetessa statunitense
- Safira de Wit, modella olandese
- Safiria Leccese, giornalista italiana

## Il nome nelle arti
- La principessa Zaffiro è un manga giapponese la cui protagonista, a causa dell'errore di un giovane angelo, nasce con un cuore e un'anima per metà maschile e per metà femminile.
- Zaffiro è il nome di uno dei due "agenti operativi" protagonisti della serie Zaffiro e Acciaio. Il ruolo è interpretato dall'attrice inglese Joanna Lumley.
- Saphira, è un personaggio del Ciclo dell'eredità, la tetralogia fantasy scritta da Christopher Paolini.
- Sapphire, è un personaggio presente nel cartone animato statunitense Steven Universe.